# Mikko Lehtonen (1987)
Mikko Kristian Lehtonen (* 1. dubna 1987, Espoo, Finsko) je finský hokejový útočník hrající v týmu HC Vítkovice Ridera.

## Kariéra
Mikko Lehtonen je odchovancem finského klubu Blues Espoo, ve kterém v sezóně 2004-05 debutoval ve finské nejvyšší soutěži jménem SM-liiga. Na draftu NHL 2005 byl vybrán ve 3. kole Bostonem Bruins na celkově 83. místě. Přesto po draftu neodešel hrát do zámoří, ale pokračoval s Blues i v sezóně 2005-06, kdy za ně v SM-liize odehrál 25 zápasů ve kterých vstřelil 4 góly. Na přelomu roku 2005 a 2006 získal s Finským juniorským národním týmem bronzovou medaili na MS juniorů k čemuž dopomohl v sedmi zápasech jednou asistencí. Finsko reprezentoval už dříve v kategoriích 16, 17 a 18letých. Na mistrovství světa juniorů 2007 nezískal v dresu Finska žádnou medaili, ale byl s deseti kanadskými body nejproduktivnějším hokejistou šampionátu. V sezóně 2006-07 dostal v sestavě Blues opět více prostoru než v předcházející sezóně a v 39 zápasech si připsal 15 bodů. V sezóně 2007-08 hrál poprvé v reprezentaci Finska dospělých. Mimoto získal stříbrnou medaili s týmem Blues v SM-liize. Po sezóně odešel do zámoří pokusit se o zajištění si místa v sestavě týmu NHL Bostonu Bruins. Téměř celou sezónu strávil v nižší severoamerické lize AHL v týmu Providence Bruins. Pouze v jednom zápase hrál za Boston Bruins a jednou v něm vystřelil na branku. V sezóně 2009-10 pokračoval v podobném stylu jako v předchozí sezoně. V AHL byl opět produktivní a dokonce hrál v AHL All-Star Classic, ale v NHL hrál opět v jednom zápase, ve kterém jednou vystřelil na branku Montrealu Canadiens a byl u jednoho inkasovaného gólu. Poté, co nedostal šanci prosadit se v NHL, vrátil se do Evropy, kde podepsal smlouvu do konce sezóny 2010-11 se švédským týmem Skellefteå AIK, který hraje v lize Elitserien.

## Individuální úspěchy
- 2007 – Nejproduktivnější hráč MS juniorů.
- 2010 – Hrál v AHL All-Star Classic.

## Týmové úspěchy
- 2006 – Bronz na MS juniorů.
- 2007-08 – Stříbrná medaile v SM-liize.

## Klubové statistiky
| Sezona       | Klub              | Soutěž       | Základní část | Základní část | Základní část | Základní část | Základní část | Play off | Play off | Play off | Play off | Play off |
| Sezona       | Klub              | Soutěž       | Z             | G             | A             | B             | TM            | Z        | G        | A        | B        | TM       |
| ------------ | ----------------- | ------------ | ------------- | ------------- | ------------- | ------------- | ------------- | -------- | -------- | -------- | -------- | -------- |
| 2004–05      | Blues Espoo       | SM-l         | 1             | 0             | 0             | 0             | 0             | —        | —        | —        | —        | —        |
| 2005–06      | Blues Espoo       | SM-l         | 25            | 4             | 0             | 4             | 0             | —        | —        | —        | —        | —        |
| 2006–07      | Blues Espoo       | SM-l         | 39            | 6             | 9             | 15            | 24            | 9        | 1        | 1        | 2        | 4        |
| 2007–08      | Blues Espoo       | SM-l         | 42            | 8             | 12            | 20            | 12            | 17       | 1        | 8        | 9        | 4        |
| 2008–09      | Providence Bruins | AHL          | 72            | 28            | 25            | 53            | 39            | 14       | 2        | 5        | 7        | 4        |
| 2008–09      | Boston Bruins     | NHL          | 1             | 0             | 0             | 0             | 0             | —        | —        | —        | —        | —        |
| 2009–10      | Providence Bruins | AHL          | 78            | 23            | 27            | 50            | 58            | —        | —        | —        | —        | —        |
| 2009–10      | Boston Bruins     | NHL          | 1             | 0             | 0             | 0             | 0             | —        | —        | —        | —        | —        |
| 2010–11      | Skellefteå AIK    | Elit         | 55            | 30            | 28            | 58            | 34            | 18       | 3        | 5        | 8        | 2        |
| NHL celkově  | NHL celkově       | NHL celkově  | 2             | 0             | 0             | 0             | 0             | —        | —        | —        | —        | —        |
| SM-L celkově | SM-L celkově      | SM-L celkově | 107           | 18            | 21            | 39            | 36            | 26       | 2        | 9        | 11       | 8        |
| AHL celkově  | AHL celkově       | AHL celkově  | 150           | 51            | 52            | 103           | 97            | 14       | 2        | 5        | 7        | 4        |

### Reprezentační statistiky
| 2005           | Finsko 18'     | MS 18'         | 6  | 2 | 3 | 5  | 2 |
| 2006           | Finsko 20'     | MSJ            | 7  | 0 | 1 | 1  | 2 |
| 2007           | Finsko 20'     | MSJ            | 6  | 4 | 6 | 10 | 0 |
| MS 18' celkově | MS 18' celkově | MS 18' celkově | 6  | 2 | 3 | 5  | 2 |
| MSJ celkově    | MSJ celkově    | MSJ celkově    | 13 | 4 | 7 | 11 | 2 |